# Fångryck
Begreppet fångryck används i samband med bergsklättring och klätterutrustning för att beteckna den största kraft som uppstår i systemet (rep, mellansäkringar, sele, osv) då en klättrare faller och fångas upp av repet.
Storleken på denna kraft beror av ett flertal faktorer, däribland:
- Repets elasticitet
- Fallets längd
- Klättrarens vikt
- Vilken typ av repbroms som används av säkringsmannen
- Vilken teknik som används av säkringsmannen för att bromsa fallet
- Friktion i systemet

Ett typiskt fångryck vid ett verkligt förstemansfall ligger på mellan 3 och 9 kN.

## Märkning av klätterrep
Begreppet fångryck används bland annat vid standardisering och märkning av klätterrep. Med detta menas den största kraft som genereras vid ett av UIAA standardiserat testfall (se fallfaktor), med en på förhand definierad vikt, höjd på fallet, osv. För att godkännas av UIAA får dynamiska enkelrep inte ge högre fångryck än 12 kN. För halvrep är gränsen 8 kN.